# Tin Shui Wai
Tin Shui Wai est une ville de Hong Kong très proche de la ville de Shenzhen qui se situe au nord-ouest des Nouveaux Territoires de Hong Kong. À l’origine, elle était un vivier pour la pêche avant de devenir au cours des années 1980 la deuxième nouvelle ville du District de Yuen Long et la huitième de Hong Kong. Elle est située à 25 kilomètres au nord-ouest du quartier d'affaires Central Victoria de Hong Kong sur des terres acquises sur la mer au sud de Deep Bay, à côté du quartier historique de Ping Shan. En 2014, la nouvelle ville comptait 292 000 habitants, mais on s'attend à ce qu'elle atteigne 306 000 habitants lorsqu'elle sera entièrement construite.

## Histoire
La terre sur laquelle Tin Shui Wai a été construite n’existait pas au début des années 1900, alors que le quartier limitrophe de Ping Shan était au bord de la mer. La zone aquatique au nord de Ping Shan se transforma progressivement en marais que les habitants ont asséché pour en faire étangs et rizières. Les étangs sont devenus des gei waiou "viviers à poissons": cela a permis à la plupart des habitants de vivre de la pêche avant le développement de la nouvelle ville. Avec le déclin de l’aquaculture , la majorité de ces étangs ont été abandonnés. Le  gouvernement de Hong Kong a développement la zone en une nouvelle ville à travers l'acquisition de nouvelles terres sur la mer.
Conçue en 1987 pour abriter 140 000 personnes, la nouvelle ville a été construite sur 2,4 kilomètres carrés de terres acquises sur les étangs et zones marécageuses représentant un quart des terres plates dans les Nouveaux Territoires. Le processus d'assèchement des terres pour la construction de la nouvelle ville a été achevé en 1990.  Cet aménagement de 2,4 km² a été estimé à 820 millions $HK dans un contrat signé avec une coentreprise chinoise. 20 millions de mètres cubes de matériaux seraient nécessaires pour le site d'enfouissement.  L'étendue maximale possible des terres était de 4,88 km².
Un nouveau style de construction modulaire pour les logements sociaux a permis le développement rapide de la nouvelle ville qui a été officiellement inaugurée par le gouverneur Chris Patten, le 26 mars 1993. À cette époque, environ 30 000 personnes y vivaient déjà.
Cependant, le gouvernement de Hong-Kong a été accusé par les promoteurs de bloquer la concession de ces terrains pour des raisons politiques. Tin Shui Wai Development, une société détenue à 51 % par China Resources et 49 % par Cheimg Kong Holdings, a poursuivi le gouvernement pour des dommages provoqués par des retards concernant la cession de 388 000 m² de terrain pour le développement initialement promis pour 1985. Ces terrains ont été finalement cédés en mai 1989.
Les premiers occupants ont déménagé dans la nouvelle ville en 1991. L'Office du logement a lancé 6 459 Home Ownership Scheme ou "Régime d'accession à la propriété" à des prix très réduits par rapport à un domaine privé voisin en attirant environ 90 000 demandes.
La zone de développement de 220 hectares, située dans le sud de la nouvelle ville, a été conçue pour abriter environ 200 000 personnes. Une ligne LRT et de nouvelles routes reliant la nouvelle ville au réseau routier du territoire permettent de connecter les districts de Yuen Long  et de Tuen Mun avec les autres zones urbaines.
Une nouvelle expansion de la nouvelle ville a débuté en juillet 1998 dans les zones vierges du nord, connues sous le nom de Zone de réserve qui couvre une superficie de 210 hectares. L'aménagement de cette dernière a été achevée par étapes entre 2000 et 2004 pour gérer la prise de participation de la population dans le développement immobilier. La ligne du Réseau Ouest (MTR) et l'extension du réseau LRT à la Zone de Réserve ont également été engagées à la fin de l'année 2003. À la partie nord-est de la nouvelle ville, une zone humide construite a été complétée, ce qui sert de tampon entre les développements dans la zone de réserve et la réserve naturelle de Mai Po. L'aménagement de la lagune a été poursuivi pour devenir le Hong Kong Wetland Park qui a été ouvert au public en mai 2006.  La population totale prévue de la nouvelle ville de Tin Shui Wai est d'environ 306 000 habitants alors que la population actuelle est d'environ 292 000 habitants.

## Environnement
Des zones de la nouvelle ville de Tin Shui Wai ont un environnement pittoresque et tranquille. Le Wetland Park situé dans le nord de la nouvelle ville montre la diversité de l'écosystème lagunaire de Hong Kong.
La ville comporte de grands ensemblespublics et privés. Tin Wah Road sépare les zones de développement du sud et du nord de la ville. Le développement de la partie sud a débuté au début des années 1990 et est depuis devenue un quartier unique. Depuis la planification et la construction de Tin Shui Wai, les habitants apprécient les allées plus larges et les grands quartiers ouverts par rapport aux autres aires urbaines de Hong Kong.
Après l'achèvement de la partie nord, le gouvernement a prévu de construire 85 000 logements et à part De ce fait, la partie nord de la nouvelle ville est pourvue d'immeubles résidentiels généralement plus grands et plus concentrés que ceux de la partie sud. La population de Tin Shui Wai a augmenté rapidement au cours de la dernière partie du siècle dernier, mais s'est stabilisée depuis. Le gouvernement a été critiqué pour avoir maintenu un niveau insuffisant de services et de commodité afin de répondre à la croissance rapide de la population.

## Lieux d'intérêts
La nouvelle ville est centrée sur le parc de Tin Shui Wai, doté de nombreux jardins et d'activités.
Le Tin Sau Bazaar est un marché local dans la partie nord de la ville gérée par le Timg Wah Group of Hospitals.
Des zones de la nouvelle ville de Tin Shui Wai ont un environnement pittoresque et tranquille. Le Wetland Park situé dans le nord de la nouvelle ville montre la diversité de l'écosystème lagunaire de Hong Kong. Le métro léger 705 et 706 s'arrête à l'arrêt de Wetland Park.

## Transport

### Train de banlieue
La ville est desservie par la station du même nom sur la Ligne Ouest du Métro Léger. La station, adjacente aux complexes immobiliers publics de Tin Yiu, Tin Shing Court et de Tin Yau Court, borde le sud de la ville près de Ping Shan. Elle est bâtie au-dessus du carrefour entre Ping Ha Road et Tin Fuk Road. Plusieurs arrêts de bus desservent la gare. Trois passerelles sont construites le long de Tin Fuk Road et de Ping Ha Road afin de la relier à la ville. La Ligne Ouest relie directement Tin Shui Wai aux villes voisines de Tuen Mun et de Yuen Long, ainsi que celles de Tsuen Wan et de Kowloon via le tunnel de Tai Lam long de 5,5 kilomètres.
Les entrées / sorties de la station sont:
- A: Public transchange port interchange, Hang Mei Tsuen
- B: Tin Shing Court, Tin Shui Wai policestation
- C: Tin Yiu Light Rail Stop, Tin Yiu Estate
- D: Tin Yau Court, Tin Tsz Estate
- E1: Tin Shui Wai Light Rail Stop (quai n°1)
- E2: Tin Shui Wai Light Rail Stop (quai n°2)
- E3: Tin Shui Wai Light Rail Stop (quai n°3), Pagoda, Ping Shan Heritage Trail, Sheung Cheung Wai

### Métro Léger (MTR)
Le district est également desservi par le Métro Léger avec la station de Tin Shui Wai qui sert de point d’échange principal pour la branche locale de ce réseau tournant autour de la ville nouvelle. Parallèlement à la Ligne Ouest, le réseau de métro léger relie les municipalités de Tuen Mun et de Yuen Long. Le métro léger est divisé en zones tarifaires 1, 2, 3, 4, 5 et 5A. Tous les arrêts de métro léger de Tin Shui Wai font partie des zones 4 et 5A.
L'arrêt de Tin Shui Wai du réseau MTR appartient à la zone 4 pour un billet aller simple. Il est situé sous la station de la Ligne Ouest au niveau du sol. Les quais n°1, 2 et 3 sont accessibles par des ascenseurs aux sorties Ligne Ouest E1, E2 et E3, respectivement.

### Bus et réseau routier
Un réseau de bus développé est également un élément important à Tin Shui Wai puisqu'il permet de relier les destinations majeures de Hong-Kong.
Les routes principales qui connectent la municipalité aux environs sont: Ping Ha Road, Tin Ha Road, Tin Long Road, Yuen Long Highway et Tin Wah Road (à Lau Fau Shan).

## Références

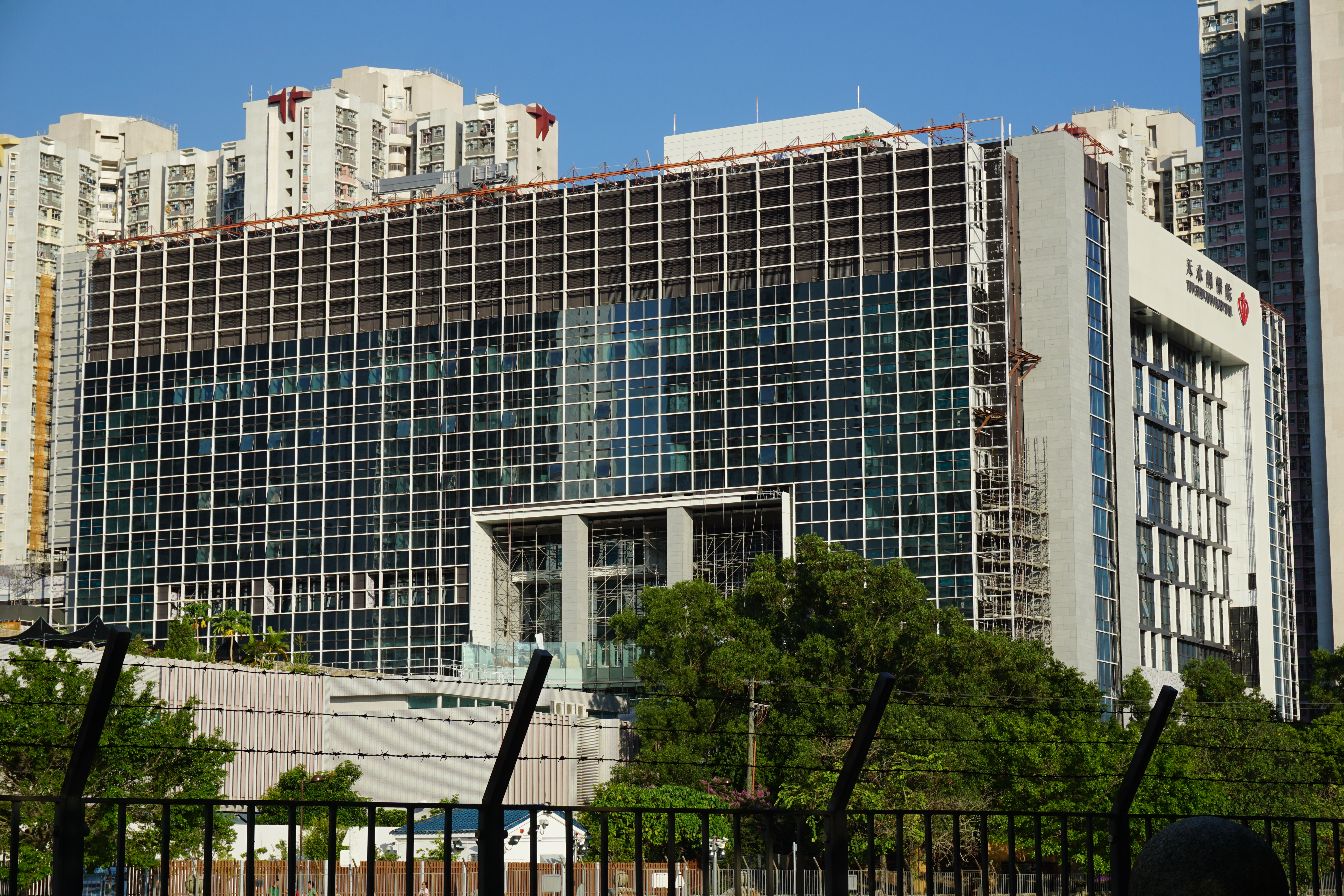
Hopital de Tin Shui Wai
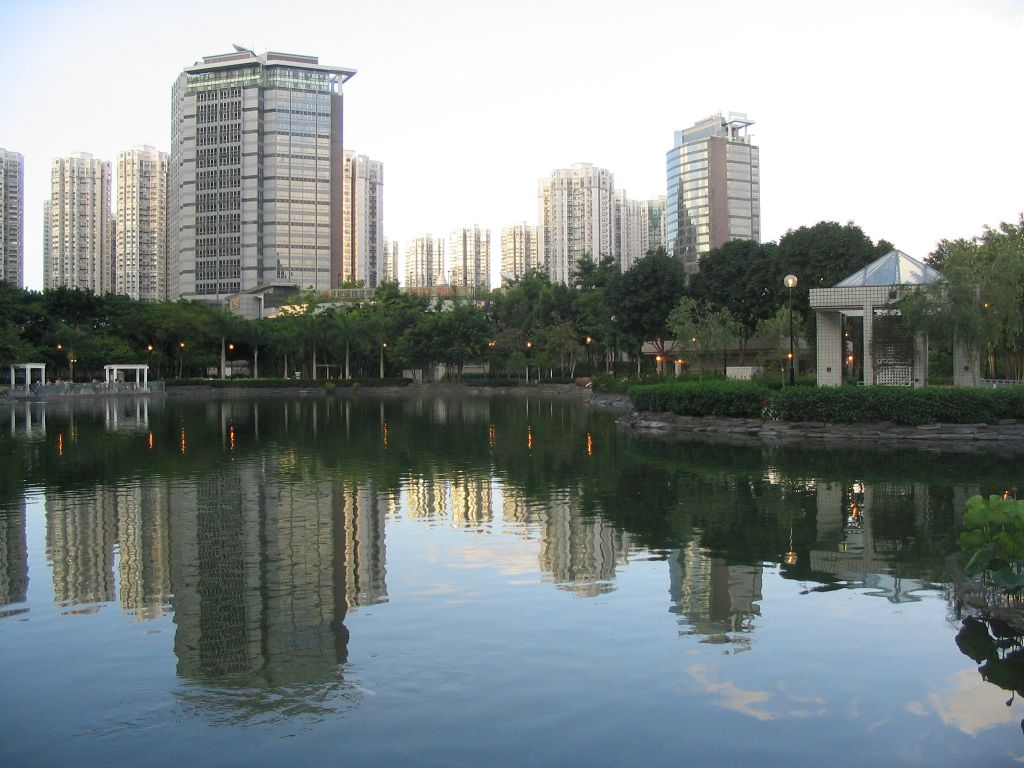
Wetland Park de Tin Shui Wai
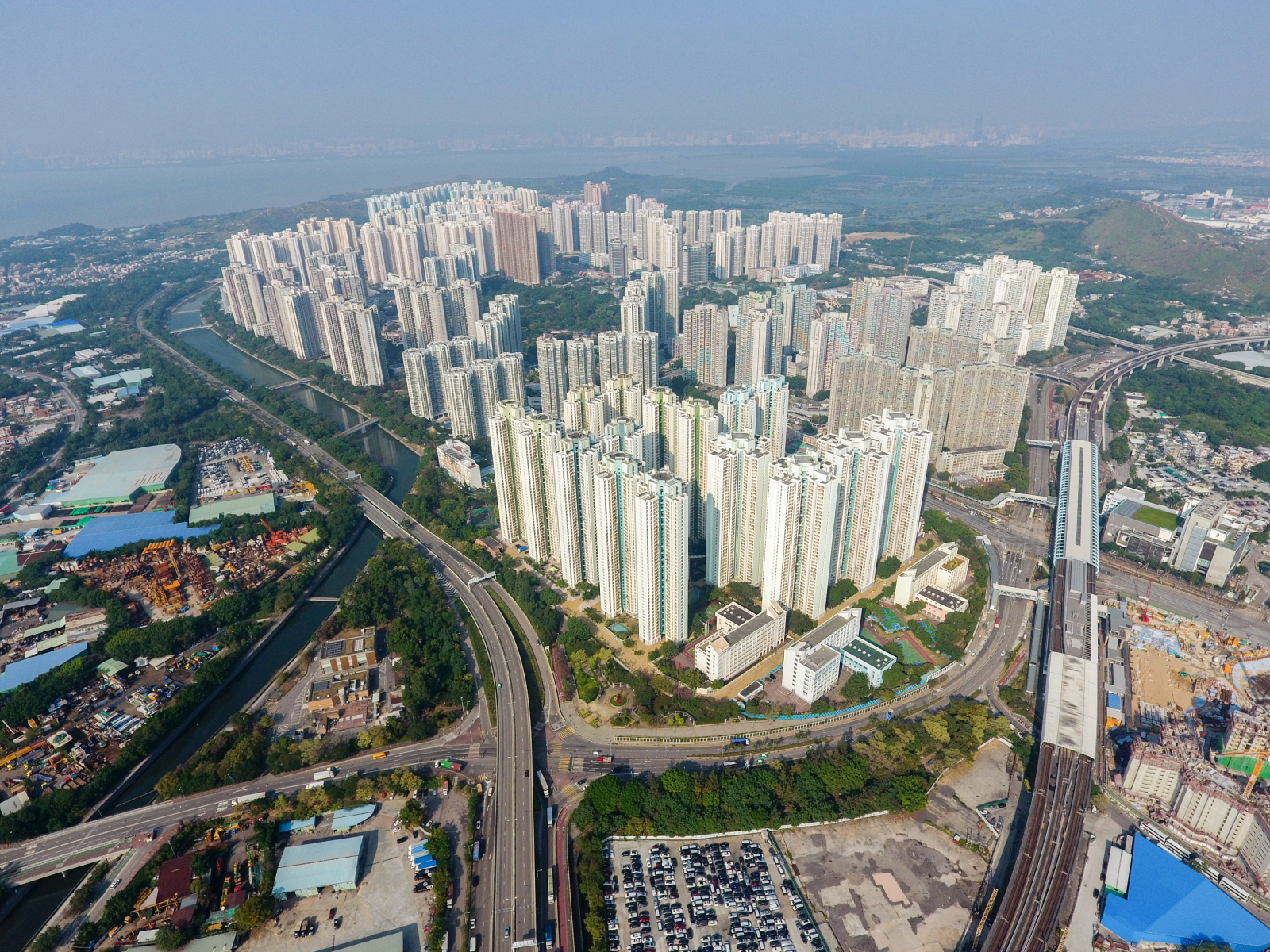
Tin Shui Wai en 2016
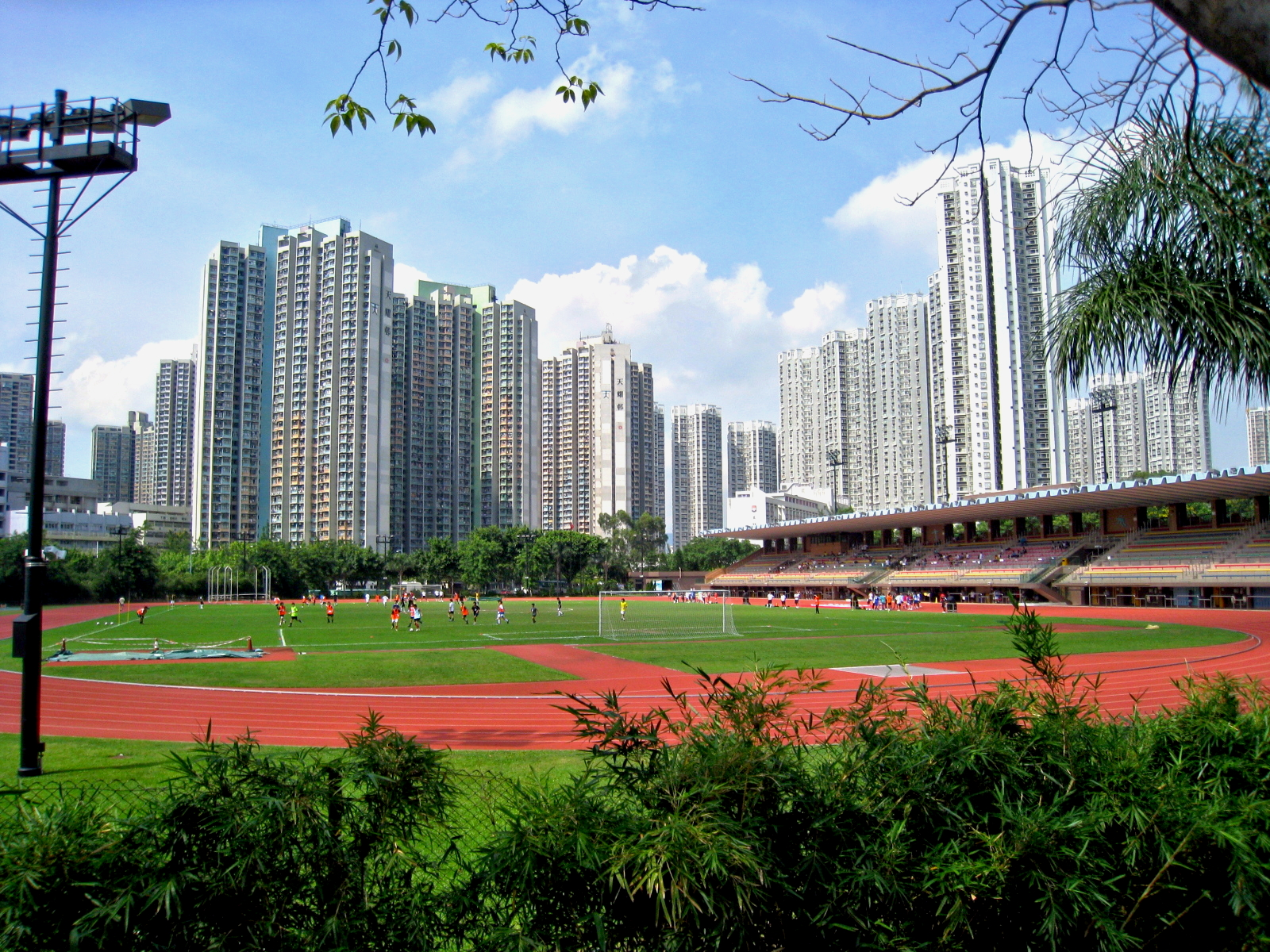
Terrain de sport de Tin Shui Wai